# 불의 태양
"불의 태양"은 1994년에 개봉한 대한민국의 영화이다.

## 캐스팅
- 김원준 : 재일동포 승정 역
- 문희라 : 일본여인 유리 역
- 강문수 : 가마까제구미 총재 역
- 정지영 : 총재부인 하루에 역
- 박경록 : 검사 무라오 역
- 김민정 : 섬처녀 금순 역
- 윤일주 : 금순의 할아버지 역
- 임해림 : 승정의 아버지 역
- 임영자 : 승정의 어머니 역
- 송민준 : 승정형 승섭 역
- 김문범 : 승정동생 승호 역
- 박춘방 : 승정의 형수 역
- 강재규 : 승정의 조카 역
- 강준규 : 승정의 조카 역
- 안문희 : 유리친구 매봉 역
- 임종길 : 총재경호원 하야시 역
- 강현진 : 유리경호원 아깨미 역
- 맹선규 : 총재의 경호원 역
- 강인혁 : 총재의 경호원 역
- 박영 : 총재의 경호원 역
- 정태진 : 총재의 경호원 역
- 정해영 : 총재의 경호원 역
- 강인경 : 총재의 경호원 역
- 박상은 : 총재의 경호원 역
- 강민규 : 한국아이 역
- 이나영 : 한국아이 역
- 이혁준 : 한국아이 역
- 강리리 : 한국아이 역
- 강체리 : 한국아이 역
- 강문규 : 한국아이 역
- 이은미 : 일본아이 역
- 김정은 : 일본아이 역
- 맹준희 : 일본아이 역
- 맹준용 : 일본아이 역
- 김원영 : 청년 역
- 이승로 : 청년 역
- 정종목 : 청년 역
- 강인호 : 승정의 고모부 역
- 임숙자 : 승정의 고모 역
- 현경수 : 승정의 친척 역
- 박경선 : 승정의 친척 역
- 이민성 : 승정의 친척 역
- 서혜옥 : 승정의 친척 역
- 엄수정 : 승정의 친척 역
- 신소영 : 승정의 친척 역
- 이해룡 : 수사관 모리 역
- 최익환 : 사물놀이 역